# هانكوك (شركة)
شركة هانكوك تاير آند تكنولوجي المحدودة (بالكورية: 한국타이어앤테크놀로지 주식회사) والمعروفة اختصارًا باسم هانكوك، هي شركة كورية جنوبية متخصصة في صناعة الإطارات، يقع مقرها الرئيسي في سول.  
تُعد هانكوك سابع أكبر شركة لتصنيع الإطارات في العالم، وهي جزء من مجموعة هانكوك وشركاه.

## تاريخ
تأسست شركة هانكوك للإطارات عام 1941 تحت اسم شركة تشوسون للإطارات (باليابانية: 朝鮮タイヤ工業)، ثم تغير اسمها إلى هانكوك لتصنيع الإطارات عام 1968. تعني كلمة هانكوك حرفيًا كوريا، بينما تعني تشوسون "الصباح الجميل".  
تزود الشركة حاليًا العديد من شركات تصنيع السيارات بإطاراتها باعتبارها من القطع الأصلية المعتمدة. بالإضافة إلى ذلك، تنتج الشركة حوالي 102 مليون إطار سنويًا، إلى جانب بيع البطاريات، والعجلات المعدنية، وأنظمة الفرامل.  
في عام 2011، أعلنت هانكوك للإطارات عن استثمار 1.1 مليار دولار لإنشاء مصنع جديد في غرب جاوة، إندونيسيا، وذلك ضمن خطة لتعزيز مكانتها العالمية والوصول إلى المرتبة الخامسة بين أكبر مصنعي الإطارات في العالم. وفي 9 يونيو 2011، أُقيم حفل وضع حجر الأساس على مساحة 60 هكتارًا، ليكون مركزًا إقليميًا للإنتاج والتصدير إلى آسيا وأمريكا الشمالية والشرق الأوسط.  
في أكتوبر 2013، أعلنت الشركة عن خططها لافتتاح مصنع جديد في كلاركسفيل، تينيسي، والذي تم افتتاحه رسميًا في أكتوبر 2017.  
وفي نوفمبر 2014، أطلقت الشركة علامتها التجارية الثانية Laufenn، وفي يناير 2025، أعلنت عن إطلاق علامتها الفرعية Optimo في أوروبا، حيث تكمل هذه العلامة مجموعة هانكوك من العلامات التجارية الفاخرة والمخصصة لإطارات السيارات الركابية.

## المكاتب العالمية
يقع مقر الشركة بكورية الجنوبية تمتلك هناك منشأت تصنيعية، جمهورية الصين الشعبية، والمجر. مرافق التصنيع في اندونيسيا والولايات المتحدة هي قيد الإنشاء.

## حقائق وأرقام
وفقا لتجار الاطارات، بلغت مبيعات اطارات هانكوك لعام 2007 3.5 بليون دولار أمريكي، وهي زيادة 20.7٪ خلال عام منذ عام 2006 الذي كان 2.9 بليون دولار أمريكي. ونقل هذا من موقع إطارات هانكوك العالمية.
- المبيعات: 6,447.3 مليون دولار أمريكي / (حوالي 4,857.0 مليون €)
- عدد الموظفين حول العالم 21 الف موظف.
- توفرها في السوق: في الوقت الحاضر، إطارات هانكوك متوفرة في أكثر من 180 دولة.
- مواقع الإنتاج:
  - جيومسان، كوريا الجنوبية
  - دايجون، كوريا الجنوبية (ومركز البحث والتطوير)
  - جيانغسو، الصين
  - جياشينغ، الصين
  - تشونغتشينغ، والصين
  - دوناوجفاروس، المجر (بدأ الإنتاج في عام 2007)
  - بيكاسي في جاوة الغربية باندونيسيا مصنع قيد الإنشاء

من خلال المبيعات في أكثر من 180 بلدا في جميع أنحاء العالم، احتلت إطارات هانكوك المرتبة السابعة في إيرادات المبيعات العالمية.
تمتلك الشركة أكثر من 21,000 موظف في أربعة مقرات إقليمية، وأكثر من 28 شركة تابعة وخمسة مراكز للبحث والتطوير في جميع أنحاء العالم، وبجعل 70 في المئة من ايراداتها خلال الأسواق الخارجية.

## جوائز
اعتادت شركة هانكوك على المشاركة في مسابقات التصميم الصناعي الدولية، حيث تُوظَّف الجوائز التي تحصدها بشكل واسع في استراتيجياتها التسويقية، بما في ذلك المعارض المتخصصة، والبرامج التدريبية للوكلاء، بالإضافة إلى الكتالوجات المطبوعة والإعلانات. وقد نالت هانكوك معظم جوائزها من المنظمتين الألمانيتين International Forum Design وRed Dot.
| قائمة الجوائز التي حصلت عليها إطارات هانكوك للمستهلكين في فترات مختلفة | قائمة الجوائز التي حصلت عليها إطارات هانكوك للمستهلكين في فترات مختلفة | قائمة الجوائز التي حصلت عليها إطارات هانكوك للمستهلكين في فترات مختلفة | قائمة الجوائز التي حصلت عليها إطارات هانكوك للمستهلكين في فترات مختلفة |
| الإطار                                                                 | المسابقة                                                               | الجائزة                                                                | السنة                                                                  |
| ---------------------------------------------------------------------- | ---------------------------------------------------------------------- | ---------------------------------------------------------------------- | ---------------------------------------------------------------------- |
| Hankook Optimo 4S H730                                                 | جائزة iF للتصميم                                                       | فازت                                                                   | 2009                                                                   |
| Hankook Winter icept evo W310                                          | جائزة Red Dot للتصميم                                                  | تنويه شرفي                                                             | 2010                                                                   |
| Hankook Ventus S1 evo2 K117                                            | جائزة iF للتصميم                                                       | فازت                                                                   | 2012                                                                   |
| Hankook Winter icept evo W310                                          | جوائز التصميم الجيد (معهد شيكاغو أثينيوم)                              | جائزة التصميم الجيد                                                    | 2012                                                                   |
| Hankook Ventus V2 concept2 H457                                        | جائزة التصميم الجيد الكورية                                            | جائزة التصميم الجيد                                                    | 2013                                                                   |
| Hankook Ventus V12 evo2 K120                                           | جائزة التصميم الجيد الكورية                                            | جائزة التصميم الجيد                                                    | 2013                                                                   |
| Hankook Dynapro HP2 RA33                                               | جائزة التصميم الجيد الكورية                                            | جائزة التصميم الجيد                                                    | 2013                                                                   |
| Hankook Ventus V12 evo2 K120                                           | جائزة Red Dot للتصميم                                                  | فازت                                                                   | 2014                                                                   |
| Hankook Kinergy 4S H740                                                | جائزة iF للتصميم                                                       | فازت                                                                   | 2014                                                                   |
| Hankook Ventus S1 evo2 K117                                            | جوائز التصميم الجيد (معهد اليابان لتعزيز التصميم)                      | جائزة التصميم الجيد                                                    | 2014                                                                   |
| Hankook Ventus S1 noble2 H452                                          | جائزة iF للتصميم                                                       | فازت                                                                   | 2015                                                                   |
| Hankook Ventus V2 concept2 H457                                        | جائزة iF للتصميم                                                       | فازت                                                                   | 2015                                                                   |
| Hankook Smart Flex AH31                                                | جائزة iF للتصميم                                                       | فازت                                                                   | 2015                                                                   |
| Hankook Winter icept evo2 W320                                         | جائزة Red Dot للتصميم                                                  | فازت                                                                   | 2015                                                                   |
| Hankook Winter icept evo2 W320                                         | جائزة التصميم الجيد الكورية                                            | جائزة التصميم الجيد                                                    | 2015                                                                   |
| Hankook Winter icept evo2 W320                                         | جائزة iF للتصميم                                                       | فازت                                                                   | 2016                                                                   |
| Hankook Ventus Prime3 K125                                             | جائزة Red Dot للتصميم                                                  | فازت                                                                   | 2016                                                                   |
| Hankook Smart Flex AH35                                                | جائزة Red Dot للتصميم                                                  | فازت                                                                   | 2016                                                                   |
| Hankook Kinergy 4S2 H750                                               | جائزة iF للتصميم                                                       | فازت                                                                   | 2019                                                                   |
| Hankook Ventus S1 evo3 K127                                            | جائزة Red Dot للتصميم                                                  | فازت                                                                   | 2019                                                                   |
| Hankook Winter icept evo3 W330                                         | جائزة Red Dot للتصميم                                                  | فازت                                                                   | 2020                                                                   |
| Hankook Winter icept evo3 W330                                         | جائزة iF للتصميم                                                       | فازت                                                                   | 2020                                                                   |
| Hankook Dynapro AT2 RF11                                               | جائزة Red Dot للتصميم                                                  | فازت                                                                   | 2020                                                                   |
| Hankook Dynapro MT2 RT05                                               | جائزة Red Dot للتصميم                                                  | فازت                                                                   | 2020                                                                   |